# Sparisoma strigatum
Sparisoma strigatum là một loài cá biển thuộc chi Sparisoma trong họ Cá mó. Loài này được mô tả lần đầu tiên vào năm 1862.

## Từ nguyên
Từ định danh của loài trong tiếng Latinh có nghĩa là "có các dải màu", không rõ hàm ý, có lẽ đề cập đến vảy màu tím đen dọc theo đường bên của cá đực.

## Phạm vi phân bố và môi trường sống
S. strigatum có phạm vi phân bố nhỏ hẹp ở Trung Đại Tây Dương. Loài này chỉ được tìm thấy tại đảo Saint Helena và đảo Ascension.
S. strigatum sống gần các rạn đá ngầm, đôi khi cũng được tìm thấy ở các thảm cỏ biển hay nền đá vụn ở độ sâu đến ít nhất là 20 m.

## Mô tả
S. strigatum có chiều dài cơ thể tối đa được biết đến là 45 cm. Cũng như những loài cùng chi, S. strigatum là một loài dị hình giới tính. Cá cái có một vùng màu đen ở thân sau và trên cuống đuôi. Cá đực có một hàng đốm đen dọc đường bên, và lốm đốm các vệt đen khác trên đầu và cuống đuôi.
Số gai vây lưng: 9; Số tia vây ở vây lưng: 10; Số gai vây hậu môn: 3; Số tia vây ở vây hậu môn: 9.

## Sinh thái học
Thức ăn của S. strigatum có lẽ là các loài tảo như những loài Sparisoma khác. Cá trưởng thành có thể hợp thành nhóm (đến 6 cá thể). Loài này đôi khi được đánh bắt để làm thực phẩm.